# Нозематоз
Нозематоз — інвазійна хвороба тварин, яку спричинюють одноклітинні паразити з роду Nosema (Microspora, Nosematida). Уражаються окремі тканини та органи або весь організм господаря. Найвідоміший нозематоз бджіл, хвороба досить поширена в Україні. Також можливе ураження риб, кролів, шовкопрядів та інших безхребетних. Відомі випадки захворювання та загибелі людини.